# سیستم بسته ( نظریه کنترل )
"این مقاله در حال ترجمه از ویکی انگلیسی است
لطفا حذف نشود."
اصطلاحات "سیستم بسته" و "سیستم باز" مدت‌ها پیش در زمینه علم ترمودینامیک تعریف شده‌اند و ارتباطی با مفاهیم بازخورد و پیش‌خور ندارند. این تعاریف پیش از اختراع هر نوع تقویت‌کننده‌ای وجود داشته‌اند. اصطلاحات "فیدفوروارد" و "بازخورد" اولین بار در دهه ۱۹۲۰ در نظریه طراحی تقویت‌کننده‌ها مطرح شدند که نسبت به اصطلاحات ترمودینامیکی جدیدتر هستند. بازخورد منفی نیز در سال ۱۹۳۴ توسط هارولد استیونز بلک ثبت شد.
در ترمودینامیک، یک سیستم باز سیستمی است که می‌تواند ماده محسوس را از محیط دریافت و به آن انتقال دهد، در حالی که یک سیستم بسته نمی‌تواند ماده محسوس را منتقل کند اما می‌تواند انرژی را به شکل تابش، گرما یا کار جابجا کند. سیستم بسته ممکن است به یک سیستم ایزوله تبدیل شود که در آن هیچ نوع ماده یا انرژی منتقل نمی‌شود. استفاده از این اصطلاحات برای تمایز بین وجود یا عدم وجود بازخورد در یک سیستم کنترلی مناسب نیست. نظریه سیستم‌های کنترل به وجود سیستم‌هایی با مسیرهای پیش‌خور و عناصر یا مسیرهای بازخوردی اشاره دارد. در این زمینه، اصطلاحات "پیش‌خور" و "بازخورد" به عناصر یا مسیرهای موجود درون یک سیستم مربوط می‌شوند و نه به کل سیستم به‌عنوان یک موجودیت مستقل. ورودی سیستم از خارج به آن وارد می‌شود و به‌عنوان انرژی از منبع سیگنال از طریق مسیری که ممکن است نشتی یا نویز داشته باشد، انتقال می‌یابد.
بخشی از خروجی یک سیستم می‌تواند از طریق یک مسیر بازخوردی، به‌طوری که با سیگنالی که از ورودی سیستم مشتق شده است، ترکیب شود؛ این ترکیب می‌تواند به شکل جمع یا تفریق باشد. این فرآیند منجر به ایجاد یک "سیگنال تعادل بازگشتی" می‌شود که به بخشی از سیستم وارد می‌شود و یک حلقه بازخوردی را درون سیستم ایجاد می‌کند. (توجه داشته باشید که بیان اینکه بخشی از خروجی یک سیستم می‌تواند به‌عنوان ورودی مجدد به آن استفاده شود، نادرست است.)
در یک سیستم، ممکن است مسیرهای پیش‌خور به‌طور موازی با یکی یا چند حلقه بازخورد وجود داشته باشند، به‌طوری که خروجی سیستم ترکیبی از خروجی‌های حلقه‌های بازخورد و مسیرهای پیش‌خور موازی باشد. پیش‌خور و بازخورد غالباً در یک سیستم واحد وجود دارند. منطقی است که از یک سیستم کنترل صحبت کنیم تنها زمانی که حداقل یک مسیر پیش‌خور وجود داشته باشد؛ وجود یا عدم وجود بازخورد وابسته به شرایط سیستم است.
نظریه سیستم‌های کنترل به توصیف سیستم‌هایی می‌پردازد که شامل مسیرهای پیش‌خور و بازخورد هستند. در این زمینه، اصطلاحات «پیش‌خور» و «بازخورد» به مسیرها و عناصر درون خود سیستم اشاره دارند و نه به کل سیستم به‌عنوان یک موجودیت مستقل. ورودی سیستم معمولاً از خارج از آن دریافت می‌شود و به شکل انرژی از یک منبع سیگنال منتقل می‌شود که ممکن است تحت تأثیر نشتی یا نویز قرار گیرد. بخشی از خروجی سیستم از طریق یک مسیر بازخوردی به ورودی بازمی‌گردد و با سیگنال اولیه ترکیب می‌شود تا یک «سیگنال تعادل بازگشتی» ایجاد کند. این سیگنال سپس در سیستم اعمال می‌شود و حلقه بازخوردی را شکل می‌دهد. بیان این نکته که بخشی از خروجی به عنوان ورودی مجدد به سیستم استفاده شود، نادرست است.همچنین، یک حلقه بازخورد می‌تواند حلقه‌های بازخوردی درون خود داشته باشد یا بخشی از یک حلقه بازخورد بزرگ‌تر باشد، به شرطی که ورودی و خروجی آن به‌درستی تعریف شده باشد.
در یک مقاله از دیوید اس. والونیک در سال ۱۹۹۳ درباره نظریه سیستم‌های عمومی، آمده است: «یک سیستم بسته سیستمی است که تنها بین اجزای داخلی آن تعامل برقرار می‌شود و با محیط بیرونی ارتباطی ندارد. در مقابل، یک سیستم باز ورودی از محیط دریافت کرده و/یا خروجی به محیط منتقل می‌کند. ویژگی‌های کلیدی یک سیستم باز، تعامل پویا بین اجزای آن است، در حالی که در مدل‌های سایبرنتیک، چرخه بازخورد اساسی‌ترین مفهوم است. سیستم‌های باز می‌توانند به سطوح بالاتری از سازمان و آنتروپی منفی تمایل پیدا کنند، در حالی که سیستم‌های بسته تنها قادر به حفظ یا کاهش سطح سازمان خود هستند.»